# Stefan Pastuszka
Stefan Józef Pastuszka (ur. 21 sierpnia 1941 w Olechowie Nowym, zm. 10 października 2019 w Kielcach) – polski polityk, historyk i nauczyciel akademicki, profesor nauk humanistycznych, senator III kadencji, członek Krajowej Rady Radiofonii i Telewizji (2010–2016).

## Życiorys
Syn Władysława i Otolii. Ukończył studia na Uniwersytecie Marii Curie-Skłodowskiej w Lublinie, uzyskał następnie stopnie doktora i doktora habilitowanego (w 1991 na UMCS w oparciu o rozprawę pt. Teatr ludowy na wsi polskiej w okresie II Rzeczypospolitej). W 2011 otrzymał tytuł naukowy profesora nauk humanistycznych. Zawodowo związany był z Instytutem Bibliotekoznawstwa i Dziennikarstwa na Wydziale Humanistycznym Uniwersytetu Jana Kochanowskiego w Kielcach. Pełnił też funkcję rektora na kilku prywatnych uczelniach. Opublikował około 150 pozycji naukowych (książek oraz artykułów).
Działał w Zjednoczonym Stronnictwie Ludowym, a następnie w wilanowskim PSL i jednolitym Polskim Stronnictwie Ludowym. Z ramienia PSL sprawował mandat senatora III kadencji. W latach 1995–1997 był wiceministrem edukacji. Ostatni raz bez powodzenia kandydował do Senatu w 2001. Od 2002 do 2006 zasiadał w sejmiku świętokrzyskim, będąc jego przewodniczącym. W marcu 2008 został powołany do Rady Edukacji Narodowej, organu doradczego przy minister Katarzynie Hall. Był też członkiem Kapituły do Spraw Profesorów Oświaty.
W lipcu 2010 Senat powołał go w skład Krajowej Rady Radiofonii i Telewizji z rekomendacji Platformy Obywatelskiej i Polskiego Stronnictwa Ludowego; jego kadencja zakończyła się w 2016.
Pochowany na cmentarzu w kieleckich Piaskach.

## Odznaczenia i wyróżnienia
- Krzyż Oficerski Orderu Odrodzenia Polski (2005)[9]
- Krzyż Kawalerski Orderu Odrodzenia Polski (1999)[10]
- Medal Pamiątkowy „Pro Masovia” (2011)[11]
- Tytuł honorowego obywatela Starachowic[12]

## Publikacje
- Karol Lewakowski, Poglądy i działalność społeczno-polityczna, Warszawa 1980.
- Szkice programowe Bolesława Wysłoucha, Lublin 1981.
- Starachowice. Zarys dziejów (współautor z Mieczysławem Adamczykiem), Warszawa 1984.
- Poglądy Czesława Wycecha na oświatę. Komentarz i wybór Stefana Pastuszki, Warszawa 1983.
- Na wiciowych drogach powiatu stopnickiego 1928–1939 (współautor z Czesławem Dyrdułem), Kielce 1992.
- Amatorski ruch artystyczny na wsi polskiej 1918–1939, Kielce 1994.
- Teatr ludowy w II Rzeczypospolitej, Warszawa-Kielce 1995.